# Дикая (станция)
Дикая —  железнодорожная станция Вологодского региона Северной железной дороги, расположенная в одноимённом населённом пункте  в Вологодском районе Вологодской области.

## Движение
На станции останавливались поезда дальнего следования.

### Пригородное сообщение
Через станцию Дикая ежедневно проходит пригородный поезд Череповец - Вологда (1 рейс в сутки ежедневно и 1 рейс по выходным в обе стороны).

## История
В 1918 году на станции Дикая решением полкового комитета, в который входили будущие видные советские военачальники Константин Рокоссовский и Иван Тюленев, был расформирован один из старейших полков русской армейской кавалерии – Каргопольский 5-й драгунский полк.